# Анален еротизъм
Аналният еротизъм е еротична дейност, която се фокусира върху ануса, а понякога и върху ректума. Тя може да бъде удоволствена поради изобилието от нервни окончания в ануса, а и някакво удоволствие може да дойде от това, че анусът е зона табу. Зигмунд Фройд смята, че той се появява по време на детството при аналния стадий.
Една черта на аналния еротизъм е, че може да бъде удоволствие и за мъже, и за жени, защото, за разлика от вагината и пениса, анусът е част от анатомията и на двата пола. За мъжете удоволствието може да дойде от стимулацията на простатата, докато при жените то може да дойде чрез индиректната стимулация на вагината, по-точно на Г-точката.